# Ring Nord (Næstved)
 For alternative betydninger, se Ring Nord. (Se også artikler, som begynder med Ring Nord)
Ring Nord, også kaldet den nordlige omfartsvej, er en omfartsvej mellem Vestre Ringvej og Køgevej i det nordlige Næstved. Omfartsvejen er en 2+1-sporet motortrafikvej og er i alt 7 km lang. Omfartsvejen er en del af primærrute 54, og første etape mellem Køgevej og Ringstedvej åbnede for trafik den 24. november 2015,  mens anden etape mellem Ringstedvej og Slagelsevej åbnede den 30. oktober 2016. 
Omfartsvejen starter i en rundkørsel ved Vestre Ringvej / Slagelsevej og føres mod øst. Vejen krydser Ladbyvej og lidt efter den nedlagte Slagelsebane, som nu er en cykelsti, mellem Næstved og Slagelse. Vejen passerer den nordlige kant af Humlebjerget og krydser Susåen og Sydbanen (jernbanen mellem Ringsted og Vordingborg) på en højbro med en længde på 200 m. Øst for højbroen ved Ringstedvej etableres et tilslutningsanlæg, udformmet som et såkaldt hankeanlæg. Øst for Ringstedgade krydser omfartsvejen Vridsløsevej, og passerer derefter over Fensmarkvej. Omfartsvejen slutter i Køgevej hvor der er anlagt en stor fordelerring med tilslutning til den østlig omfartsvej (Ring Øst) og en afgrening til en fremtidig vej til Fensmark samt DR's sendestation. Den 27 September 2013 tog Transportministeren Pia Olsen Dyhr det første spadestik til den nye omfartsvej nord om Næstved. Første etape mellem Køgevej og Ringstedvej åbnede for trafik 24. november 2015, mens anden etape mellem Ringstedvej og Slagelsevej åbnede 30. oktober 2016.
Det er tanken, at vejen fra fordelerringen videreføres som motorvej (Næstvedmotorvejen), som vil gå mellem Næstved og Rønnede. Motorvejen vil komme til at gå nord om byen Holme Olstrup.
I en ny trafikaftale i 2014 blev regeringen og oppositionen enige om at afsætte ca. 15 millioner kr. til udarbejdelse af en VVM-redegørelse samt reservere 350 millioner kr. til første etape af en motorvej mellem Rønnede og Boserup. En motorvej på strækningen kan stå færdig 2021.
Den 26. september 2016 fortalte Vejdirektoratet at de var i gang med at opgradere en række motortrafikvejsstrækninger rundt omkring i Danmark, da Folketinget den 3 maj 2016 havde vedtaget en ændring af færdselsloven. En af disse strækninger som Folketinget vil have opgraderet er den østlige del af Ring Nord, der bliver opgraderet fra 90 til 100 km/t og der bliver sat midtereautoværn op, opgraderingen forventes færdig sidst i 2017.
Den vestlige del af Ring Nord kan ikke opgraderes til 100 km/t, da der er et sving ved Ladby som gør at der kun er en hastighed på 90 km/t.  